# Regione amministrativa integrata di sviluppo di Pólo Petrolina e Juazeiro
La regione amministrativa integrata di sviluppo di Pólo Petrolina e Juazeiro ((PT)  Região Administrativa Integrada de Desenvolvimento do Polo Petrolina e Juazeiro) è una RIDE del Brasile.

## Comuni
Comprende 8 comuni:
| Comune                   |  | Area (km²) | Popolazione |
| ------------------------ |  | ---------- | ----------- |
| Casa Nova                |  | 9.657,505  | 62.862      |
| Curaçá                   |  | 6.442,190  | 32.449      |
| Juazeiro                 |  | 6.389,623  | 230.538     |
| Lagoa Grande             |  | 1.852,186  | 21.125      |
| Orocó                    |  | 554,752    | 13.167      |
| Petrolina                |  | 4.558,537  | 268.433     |
| Santa Maria da Boa Vista |  | 3.001,168  | 39.626      |
| Sobradinho               |  | 1.322,661  | 21.315      |
| TOTAL                    |  | 33.778,622 | 812.515     |